# 周启超
周启超（1959年4月—），安徽无为人，中国文学评论家，中国作家协会会员，浙江大学教授。

## 生平
1981年毕业于安徽师范大学外语系，1984年于中国社会科学院研究生院获硕士学位，同年留中国社会科学院外文所工作。曾任外文所比较文学室及文艺理论室主任。1991年于中国社会科学院研究生院获博士学位。现为浙江大学文科领军学者，人文学院教授、博士生导师，外国文论与比较诗学中心主任。2023年，俄罗斯联邦驻华大使馆授予周启超“陀思妥耶夫斯基”奖章。

## 学术贡献
主要从事世界文学与比较文学、文艺学等研究工作。主持国家社科基金十五重点项目、国家社科基金重大项目等科研项目多项，研究成果曾获中国社会科学院优秀科研成果二等奖、华东地区优秀图书一等奖等。

## 社会兼职
中国外国文学学会理事、文学理论与比较诗学研究会会长，中国中外文艺理论学会副会长，中国巴赫金研究会会长，中国比较文学学会理论专业委员会主任。

## 著作

### 专著
- 《俄国象征派文学研究》（1993年，社科文献出版社）
- 《俄国象征派文学理论建树》（1998年，安徽教育出版社）
- 《俄罗斯“白银时代”精品文库》四卷本（主编）（1998年，中国文联出版公司）
- 《果戈理全集》九卷本（主编）（1999年，安徽文艺出版社）
- 《新俄罗斯文学丛书》（主编）（1999年，昆仑出版社）
- 《世界小说名家名篇名译·大众丛书》（主编）（1997至2005年，解放军文艺出版社）
- 《“白银时代”俄罗斯文学研究》（2003年，北京大学出版社）
- 《现代斯拉夫文论导引》（2011年，河南大学出版社）
- 《跨文化视界中的文学文本/作品理论-当代欧陆文论与斯拉夫文论的一个轴心》（2012年，中国社会科学出版社）

### 译著
- 《莫斯科日记》（〔法〕罗曼·罗兰 著，1994年，漓江出版社）
- 《当代英雄》（〔俄〕莱蒙托夫 著，1995年，漓江出版社）
- 《孪生兄弟》（〔俄〕陀思妥耶夫斯基 著，1997年，人民文学出版社）
- 《孽卵》（〔俄〕米·布尔加科夫 著，1999年，解放军文艺出版社）
- 《鼻子》（〔俄〕果戈理 著，2004年，花城出版社）